# Ivana Corley
Ivana Corley (Albuquerque, 11 settembre 1999) è una tennista statunitense.

## Biografia
Ha una sorella, Carmen, anche lei tennista professionista.
Ha giocato tennis collegiale all'Università dell'Oklahoma.

## Carriera
Ivana Corley ha vinto 7 titoli in doppio nel circuito ITF in carriera. Il 18 luglio 2022 ha raggiunto il miglior piazzamento mondiale nel singolare, al numero 1050, e il best ranking mondiale nel doppio l'ha ottenuto il 14 ottobre 2024 al numero 129.
Ivana ha fatto il suo debutto nel circuito maggiore al Tennis in the Land 2024, dove ha partecipato nel doppio insieme alla sorella Carmen. Nel primo turno, eliminano le prime teste di serie Chan Hao-ching e Miyu Katō, spingendosi poi fino alla semifinale dove cedono alle terze teste di serie Shūko Aoyama e Eri Hozumi.
Le sorelle Corley ricevono una wildcard per gli US Open 2024, dove eliminano al primo turno la coppia russa formata da Ekaterina Aleksandrova e Anna Blinkova in due parziali. Nel secondo turno vengono sconfitte dalle teste di serie numero 10 Chan Hao-ching e Veronika Kudermetova in un incontro durato oltre tre ore.
Il 13 luglio 2025, Ivana vince il primo titolo WTA 125 della carriera alla Hall of Fame Open, giocato sull'erba di Newport dopo un'assenza di 34 anni, insieme alla sorella Carmen, sconfiggendo in finale le teste di serie numero 3 la olandese Arianne Hartono e l'indiana Prarthana Thombare con il punteggio di 7-6(4), 6-3. Sei giorni dopo, le sorelle Corley si aggiudicano anche il secondo torneo consecutivo all'Eupago Porto Open, dove hanno la meglio sulla taipeana Liang En-shuo e la thailandese Peangtarn Plipuech con il punteggio di 6-3, 6-1.

## Circuito WTA 125

### Doppio

#### Vittorie (2)
| N. | Data           | Torneo                     | Superficie | Compagna      | Avversarie in finale               | Punteggio   |
| 1. | 13 luglio 2025 | Hall of Fame Open, Newport | Erba       | Carmen Corley | Arianne Hartono Prarthana Thombare | 7-6(4), 6-3 |
| 2. | 19 luglio 2025 | Porto Open, Porto          | Cemento    | Carmen Corley | Liang En-shuo Peangtarn Plipuech   | 6-3, 6-1    |

## Statistiche ITF

### Doppio

#### Vittorie (7)
| Torneo $100.000 (1) |
| Torneo $80.000 (0)  |
| Torneo $60.000 (2)  |
| Torneo $40.000 (0)  |
| Torneo $25.000 (3)  |
| Torneo $15.000 (1)  |

| N. | Data            | Torneo                                       | Superficie  | Compagna      | Avversarie in finale                   | Punteggio            |
| 1. | 25 giugno 2022  | Colorado Springs Women's, Colorado Springs   | Cemento     | Carmen Corley | Daria Kuczer Veronika Mirošničenko     | 7–6(4), 6–2          |
| 2. | 15 ottobre 2022 | Henderson Tennis Open, Las Vegas             | Cemento     | Carmen Corley | Katarina Kozarov Veronika Mirošničenko | 6-2, 6-0             |
| 3. | 28 ottobre 2023 | Tevlin Women's Challenger, Toronto           | Cemento (i) | Carmen Corley | Kayla Cross Liv Hovde                  | 6(6)-7, 6-3, [10-3]  |
| 4. | 9 marzo 2024    | Santo Domingo Women's, Santo Domingo         | Cemento     | Carmen Corley | Leyre Romero Gormaz Camilla Rosatello  | 6-2, 6(3)-7, [10-5]  |
| 5. | 16 marzo 2024   | Santo Domingo Women's, Santo Domingo         | Cemento     | Carmen Corley | Lia Karatančeva Rasheeda McAdoo        | 6–1, 6(5)-7, [12–10] |
| 6. | 17 maggio 2025  | Troon Pro Women's Open, Bethany Beach        | Terra verde | Jaeda Daniel  | Haruna Arakawa Haley Giavara           | 6-4, 7-5             |
| 7. | 10 agosto 2025  | Koser Jewelers Tennis Challenge, Landisville | Cemento     | Carmen Corley | Ingrid Martins Simona Waltert          | 4-6, 7-6(4), [12-10] |

#### Sconfitte (5)
| Torneo $100.000 (1) |
| Torneo $80.000 (0)  |
| Torneo $60.000 (2)  |
| Torneo $40.000 (0)  |
| Torneo $25.000 (3)  |
| Torneo $15.000 (2)  |

| N. | Data            | Torneo                              | Superficie  | Compagna      | Avversarie in finale             | Punteggio              |
| 1. | 7 dicembre 2019 | Norman Open Series Women's, Norman  | Cemento (i) | Carmen Corley | Lisa Mays Nell Miller            | 6(5)-7, 6-4, [8-10]    |
| 2. | 2 ottobre 2021  | West Texas Pro Tennis Open, Lubbock | Cemento     | Carmen Corley | Tiphanie Fiquet Fernanda Labraña | 4–6, 7–6(2), [8–10]    |
| 3. | 22 luglio 2023  | Championnats de Granby, Granby      | Cemento     | Carmen Corley | Marcela Zacarías Renata Zarazúa  | 3-6, 3-6               |
| 4. | 13 aprile 2024  | Bellinzona Ladies Open, Bellinzona  | Terra rossa | Carmen Corley | Jesika Malečková Conny Perrin    | 7-6(4), 6(7)-7, [7-10] |
| 5. | 3 agosto 2024   | Lexington Challenger, Lexington     | Cemento     | Carmen Corley | Whitney Osuigwe Alana Smith      | 6(5)-7, 3-6            |